# Christian Morville
Christian Morville, né le 3 décembre 1892 à Frederiksberg et mort le 21 décembre 1942 à Gentofte, est un footballeur international danois. Il évoluait au poste de milieu de terrain.

## Biographie

### En club
Christian Morville est joueur du Kjøbenhavns Boldklub dans les années 1910. Il est sacré Champion du Danemark en 1913,.
Il part en Russie en 1913, il évolue sous les couleurs de deux clubs de Saint-Pétersbourg : le "Sport" de 1913 à 1914 et le "Neva" en 1915.
Il revient en 1917 jouer avec Kjøbenhavns Boldklub et remporte un dernier titre de champion lors de la saison 1917-1918.

### En équipe nationale
International danois, Christian Morville dispute une unique rencontre en sélection lors d'un match contre l'Allemagne le 6 octobre 1912 (victoire 3-1),.
Il fait partie du groupe danois médaillé d'argent aux Jeux olympiques 1912 mais ne joue aucun match durant le tournoi,.

## Palmarès

### En club
Kjøbenhavns Boldklub
- Championnat du Danemark :
  - Champion : 1912-13 et 1917-18.

### En sélection
Danemark
- Jeux olympiques :
  -  Argent : 1912.